# 力学学报
《力学学报》由钱学森创刊于1957年，是中国大陆基础科学类双月刊，编辑部位于北京市。此刊物由中国力学学会，中国科学院力学研究所主办。
《力学学报》在2018年被中华人民共和国国家新闻出版广电总局新闻报刊司评为2017年全国“百强报刊”。